# 朱丽叶·德鲁埃

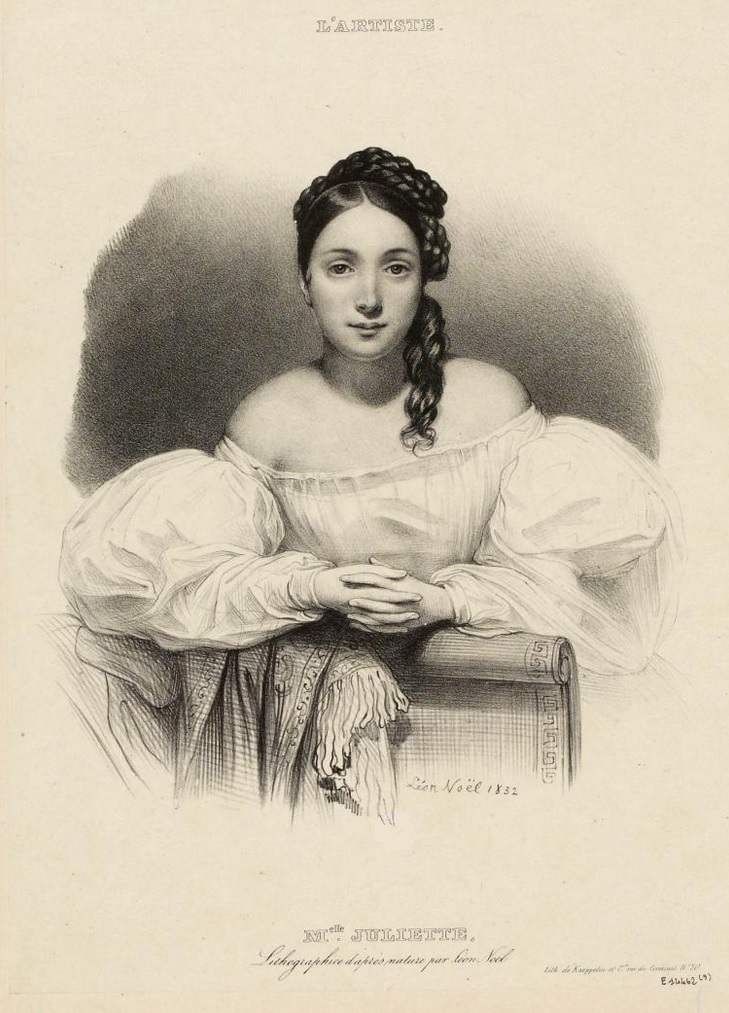
朱丽叶·德鲁埃

朱丽叶·德鲁埃（法語：Juliette Drouet，法語發音：[ʒyljɛt dʁuɛ]；1806年4月10日—1883年5月11日）是一位法国女演员。与雨果结识后充当他的秘书及旅行伴侣，在雨果被流放至海峡群岛后亦前往陪同。她在一生中给雨果写过上万封情书。